# Kintyre
Le Kintyre (en gaélique écossais : Cinn Tìre) est une péninsule du sud-ouest de l'Écosse, dans le Council area d'Argyll and Bute. Cette région s'étend sur une longueur de près de cinquante kilomètres, de Tarbert au nord jusqu'au Mull of Kintyre au sud.

## Toponymie
L'anglais Kintyre ne signifie rien. C'est une déformation du gaélique. En revanche le nom gaélique Cinn Tìre signifie littéralement les "caps de la terre", ce qui rappelle le concept latin de "Finisterre". 

## Villes et villages
Bellochantuy, Campbeltown, Carradale, Clachan, Claonaig, Drumlemble, Glenbarr, Grogport, Kilchenzie, Machrihanish, Muasdale, Peninver, Saddell, Skipness, Southend, Stewarton, Tayinloan, Tarbert, et Whitehouse.

## Sites touristiques
- Église de Clachan (dalles médiévales gravées)
- Église de Kilchenzie church
- Abbaye de Saddell
- Château de Saddell
- Château de Skipness
- Château de Tarbert
- Phare de Mull of Kintyre

## Sports
Un vaste parcours de golf existe dans les dunes bordant la Baie de Machrihanish (Machrihanish Bay). Une partie en est très ancienne, créée en 1876 dans les massifs dunaires, en en modifiant peu la forme. Une partie plus récente (Machrihanish Dunes Golf Course), tout en longueur sur 7 222 yards a été créée par David Kidd (dont le père était greenskeeper du "Machrihanish Golf Club links"). Ce second parcours a dû respecter des contraintes environnementales qui seraient « les plus sévères jamais imposées » lors d'une demande d'autorisation de création de golf, en lien avec l'Agence gouvernementale Scottish Natural Heritage, car il est entièrement installé dans une zone classée SSSI (Site of Special Scientific Interest), ce qui est une première au Royaume-Uni pour un terrain de golf. Les terrassements ont été réduits au minimum, et certaines zones sont exclues du parcours pour protéger les orchidées rares qui y poussent. Les actions autorisées pour le gestionnaire sont presque limitées aux tontes. Il a eu le droit, uniquement sur les greens et tertres d'ensemencer le sable avec un mélange spécial de fétuques sélectionnés par un semencier et l'usage des pesticides et engrais a été « fortement restreinte », sur les parties non plates, toute tonte est interdite, au profit d'un pâturage extensif par des moutons. Ces conditions rendent le jeu plus complexe et difficile.